# Thomas Laird Kennedy

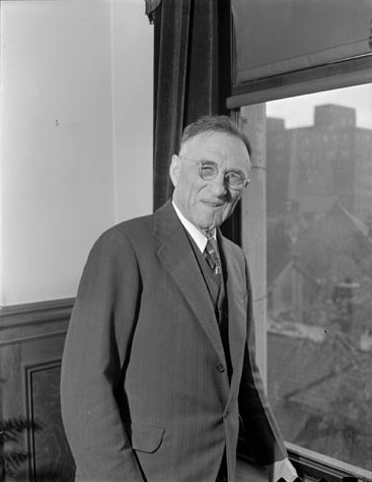
Thomas Laird Kennedy

Thomas Laird Kennedy (* 15. August 1878 in Mississauga; † 13. Februar 1959 ebenda) war ein kanadischer Politiker und der 15. Premierminister von Ontario.

## Leben
Thomas Kennedy war von 1930 bis 1934 unter Premier Howard Ferguson Landwirtschaftsminister und blieb es auch unter seinem Nachfolger George Stewart Henry, bis die Konservativen bei den Provinzwahlen von 1934 eine empfindliche Niederlage gegen die Liberalen hinnehmen mussten. Nach dem Erdrutschsieg verlor Kennedy sein Mandat und kehrte erst mit den Wahlen von 1937 in die Legislative zurück; mit den Wahlen 1943 saß er für die Progressive Conservative Party of Ontario auch in der Regierung. Unter George A. Drew wurde er wieder zum Landwirtschaftsminister ernannt. Nachdem Drew zur Bundespolitik wechselte, wurde Kennedy interimistischer Premierminister und zudem zum Parteivorsitzenden der Ontario PC Party gewählt. Am 27. April 1947 wurde Leslie Frost zum neuen Parteivorsitzenden gewählt. Kennedy war nur sieben Monate, vom 19. Oktober 1948 bis zum 4. Mai 1949, der Premier von Ontario. Unter Frost wurde Thomas Kennedy erneut Landwirtschaftsminister, was er bis 1953 blieb. Mit 75 Jahren schied er aus der aktiven Politik aus, blieb aber noch bis zu seinem Tod Mitglied der Legislativversammlung von Ontario.
Thomas Kennedy starb 1959 im Alter von 80 Jahren.

## Ehrungen
Ihm zu Ehren trägt die Thomas L. Kennedy Secondary School in Mississauga seinen Namen.